# سامي جاسم
سامي جاسم، لاعب كرة قدم سعودي سابق.
و قد كان يلعب مع نادي الإتفاق السعودي.
و قد لعب مع منتخب السعودية لكرة القدم.

## كأس الخليج 1984
و قد سجل هدف في مرمى منتخب الإمارات لكرة القدم.

## انجازات اللاعب
شارك في أولمبياد لوس انجلوس عام 84 بعد كأس الخليج
وقدموا مستويات مشرفه في وقت كانت الجماهير والاعلام لا يتوقعون ولا يطالبون منهم هذا المستوى
كان من الجيل الذي مثل انطلاقة الكره السعودية
حقق كأس امم آسيا مع المنتخب السعودي لأول مره عام 1984
حقق بطولة الدوري مع الاتفاق مرتين متتالية في وقت الجيل الذهبي للاتفاق
وحقق بطولة الخليج للنديه
حقق كأس العرب للانديه في المغرب عام 1988

## روابط خارجية
- سامي جاسم على موقع عالم كرة القدم.نت (الإنجليزية)
- سامي جاسم على موقع أوليمبيديا (الإنجليزية)